# Rémi Caron
Pour les articles homonymes, voir Caron.
Rémi Caron (né le 25 mai 1949 à Hué, au Viêt Nam) est un haut fonctionnaire français.

## Biographie
Rémi Caron exerce depuis 1978 différentes fonctions préfectorales en France.
Le 24 février 2012, en tant que préfet de la Seine-Maritime, il encadre la visite du Président Nicolas Sarkozy à l'usine de Petroplus à Petit-Couronne Ce même mois, il est nommé conseiller d'Etat en service extraordinaire par décret du Président.
Le 6 mars 2013, il est désigné Président du comité consultatif pour la promotion des langues régionales, par Aurélie Filippetti, ministre de la culture et de la communication, et remet son rapport le 15 juillet 2013.

## Formation
- École polytechnique (promotion X1969)
- diplôme de l'École nationale des sciences géographiques

## Carrière[2]
- 1975 : ingénieur à l'Institut géographique national
- 1978 : chargé de mission auprès du préfet de la région Basse-Normandie, préfet du Calvados
- 1982 : secrétaire général pour les affaires régionales de Corse
- 07-08-1985 : directeur régional des Affaires culturelles de la région Pays de la Loire
- 01-11-1988 : sous-préfet hors classe, directeur du cabinet du préfet de la région Rhône-Alpes, préfet du Rhône
- 11-08-1992 : secrétaire général de la préfecture de Meurthe-et-Moselle (1e catégorie)
- 04-09-1995 : Sous-préfet d'Aix-en-Provence (1e catégorie)
- 01-07-1999 : Préfet des Hautes-Alpes
- 19-08-2002 : Préfet, secrétaire général de la préfecture de Paris
- 10-01-2005 : Préfet de la Haute-Savoie
- 09-07-2007 : Préfet du Pas-de-Calais
- 07-01-2009 : Préfet de la Seine-Maritime, Préfet de la région Haute-Normandie
- 02-02-2012 : Préfet hors classe, conseiller d'Etat en service extraordinaire[3].

## Publications
Rémi Caron est en outre l'auteur d'un ouvrage : L'État et la culture, Paris, Économica, 1989.

## Récompenses et distinctions

### Décorations
- Commandeur de la Légion d'honneur Il est fait chevalier le 2 avril 1999[4], est promu officier le 11 juillet 2008[5], puis commandeur le 13 juillet 2015[6].
- Officier de l'ordre national du Mérite Il est fait chevalier le 30 mars 1993, et est promu officier le 14 novembre 2002[7].
- Officier de l'ordre du Mérite maritime Il est directement fait officier le 25 juillet 2012[8].